# Benamocarra
Benamocarra ist eine Gemeinde (municipio) mit 3.115 Einwohnern (Stand: 2024) in der Provinz Málaga in der Autonomen Region Andalusien im Süden Spaniens. 

## Geographie
Die Gemeinde liegt etwa 5 Kilometer von Vélez-Málaga und 41 Kilometer von der Provinzhauptstadt Málaga entfernt. Der Ort grenzt an Iznate und Vélez-Málaga. 

## Geschichte
Der Ort geht auf die maurische Periode von Al-Andalus zurück. Er fiel im Jahr 1487 an die Katholischen Könige.

## Bevölkerungsentwicklung
| 1842  | 1900  | 1950  | 1980  | 1990  | 2000  | 2010  | 2020  |
| ----- | ----- | ----- | ----- | ----- | ----- | ----- | ----- |
| 2.364 | 2.510 | 2.058 | 2.643 | 2.789 | 2.825 | 3.066 | 3.034 |

## Sehenswürdigkeiten
- Geburtshaus Casa Natal de Eduardo Ocón
- Gemeindekirche Santa Ana
- Plazas La Constitución und El Calvario
- Brunnen Fuente de Los Caños
- Wallfahrtskapelle Ermita de San Isidro

## Persönlichkeiten
- Eduardo Ocón y Rivas (1833–1901),  Komponist, Organist und Pianist